# Ann Reinking

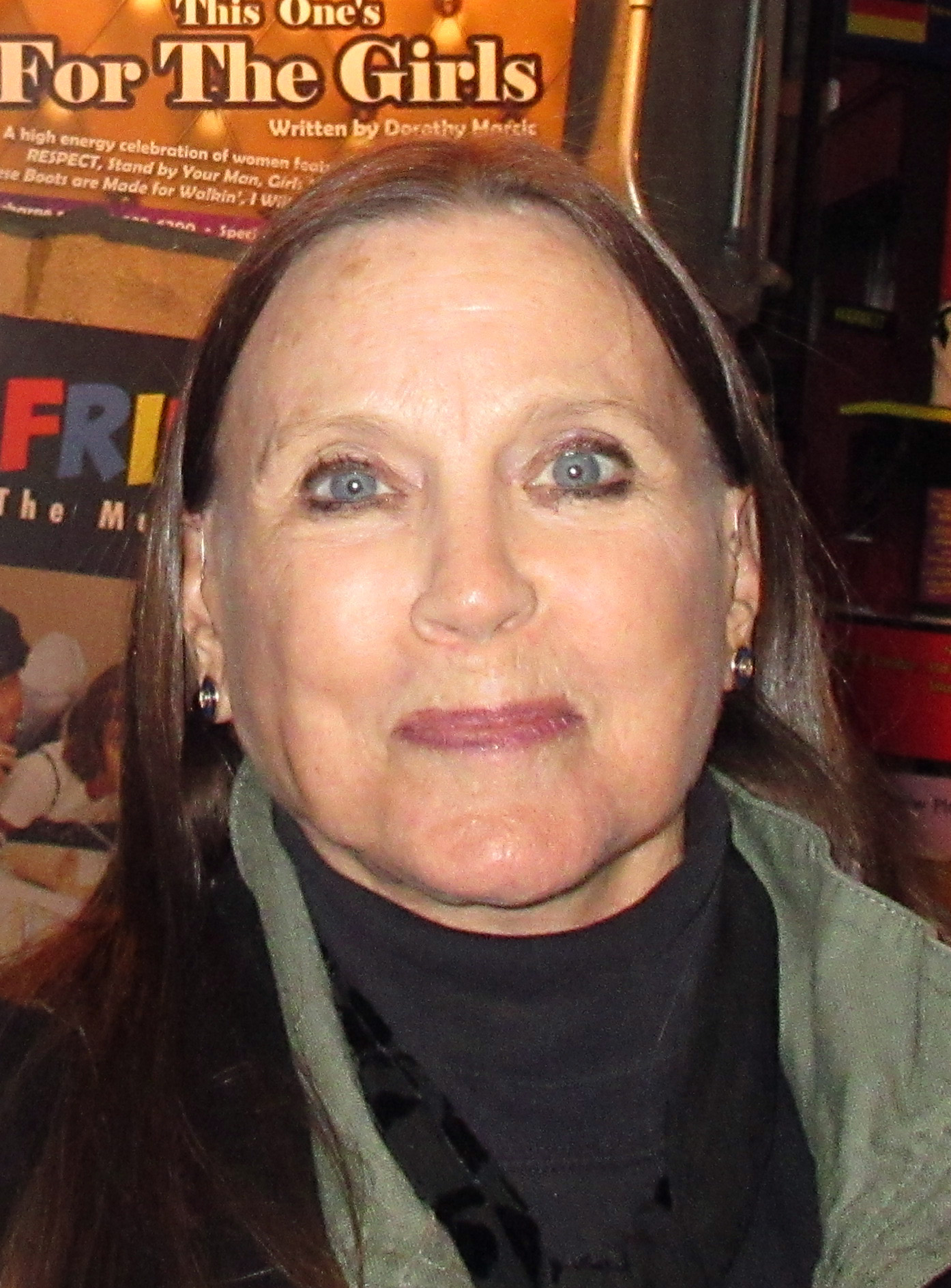
Ann Reinking 2018.

Ann Reinking, född 10 november 1949 i Seattle, Washington, död 12 december 2020 i Seattle, var en amerikansk skådespelare, dansare och koreograf. Reinking spelade bland annat huvudroller i Broadwayuppsättningar av A Chorus Line (1976), Chicago (1977) och Sweet Charity (1986). Hon medverkade också i filmer som Showtime (1979), Annie (1982) och En fru för mycket (1984).

## Filmografi i urval
- 1976 – Ellery Queen (TV-serie)
- 1978 – Movie Movie
- 1979 – Showtime
- 1982 – Annie
- 1984 – En fru för mycket
- 1987 – Cosby (TV-serie)

## Teater

### Broadwayuppsättningar i urval
- 1969 –	Cabaret
- 1976 – A Chorus Line
- 1977 –	Chicago
- 1986 –	Sweet Charity
- 1996 – Chicago